# Daniel Gregory Mason
Daniel Gregory Mason (født 20. november 1873 i Brookline, Massachusetts, USA, død 4. december 1953 i Greenwich, Connecticut, USA) var en amerikansk komponist og musikkritiker.
Mason har skrevet orkestermusik, tre symfonier, strygekvartetter etc.
Han var ud af en komponistfamilie, og fulgte i deres kølvand.
Han studerede hos John Knowles Paine, senere George Chadwick på Harvard University, og blev en af USA´s betydelige komponister i 1900-tallet.

## Udvalgte værker
- Symfoni nr. 1 (1913-1914) - for orkester
- Symfoni nr. 2 (1928-1929) - for orkester
- Symfoni nr. 3 "En Lincoln Symfoni" (1935-1936) - for orkester
- "Suite over engelske folkesange" (1933-1934) - for orkester
- "Chanticleer, festival overture" (1926) - for orkester
- "Preludie og Fuga" (1939) - for orkester